# Cadet Rousselle (chanson)
Pour les articles homonymes, voir Cadet Rousselle (homonymie).
Cadet Rousselle ou Cadet Roussel est une chanson populaire française du XVIIIe siècle, tournant en dérision le personnage historique du même nom.

## Origines
Cette chanson se moquant gentiment de l'huissier audiencier de la ville d'Auxerre Guillaume Joseph Rousselle, dit Cadet Rousselle, est écrite en 1792, sur l’air de Jean de Nivelle, par Gaspard de Chenu, notable et auteur de chansons spirituelles et satiriques. 
La chanson ne semblait pas devoir dépasser les limites de la localité, mais les volontaires auxerrois l’ayant emportée avec eux à l’armée, les soldats l’adoptent avec enthousiasme et elle devient le chant de l’armée du Nord. 
Elle se répand par la suite dans toutes les classes de la société française où sa popularité éclipse progressivement son modèle Jean de Nivelle.

## Paroles
Les paroles de la chanson sont spirituelles et moqueuses, mais pas méchantes.
En exploitant, d'une part l'assonance en « elle », d'autre part un même nombre de syllabes entre les noms des deux personnages (Jean-de-Ni-velle et Ca-det-Rous-selle), Gaspard de Chenu a écrit sa chanson en parodiant celle de Jean de Nivelle, très populaire en France depuis la fin du XVe siècle. 

### Couplet

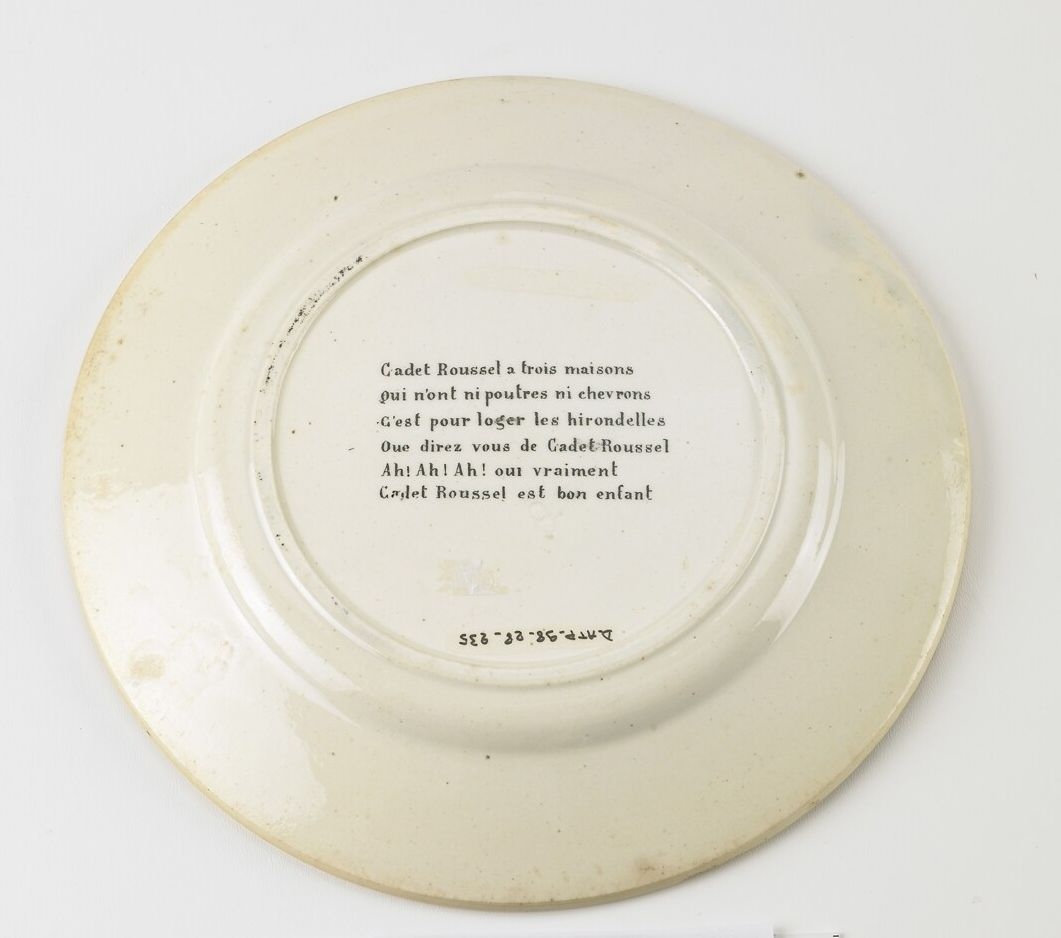
Paroles de Cadet Rousselle sur une assiette en faïence stannifère du XIXe siècle.

Sur le ton de la farce, les différentes bizarreries du personnage font l'objet d'autant de couplets. Chacun d'eux est composé de quatre octosyllabes.
Les deux premiers vers ont des rimes plates masculines ; les deux suivants, des rimes plates féminines – très souvent en « elle », pour rappeler le nom du personnage. 
Cadet Rousselle a trois maisons, (bis)
Qui n’ont ni poutres, ni chevrons, (bis)
C’est pour loger les hirondelles,
Que direz-vous d’Cadet Rousselle ?
À l'instar des paroles de la chanson de Jean de Nivelle dont elle est inspirée, chacun des couplets de Cadet Rousselle a généralement pour thème un élément que le personnage est censé posséder en trois exemplaires. Cet élément est souvent cité dans le premier vers.
Cadet Rousselle a trois garçons, etc.
Cadet Rousselle a trois gros chats, etc.
Cadet Rousselle a trois chapeaux, etc.
Le couplet consacré aux « trois chiens de Cadet Rousselle » fait naturellement allusion au fameux « chien de Jean de Nivelle ».
Cadet Rousselle a trois gros chiens, (bis)
L’un court au lièvre, l’autre au lapin ; (bis)
Le troisièm' fuit quand on l’appelle,
Tout comm' le chien d’Jean de Nivelle.

### Refrain
À la manière d'un éclat de rire, le refrain rappelle que, malgré ses singularités (ou peut-être à cause d'elles), Cadet Rousselle jouit de la sympathie de ses concitoyens. Ce refrain est composé d'un vers de six pieds et d'un octosyllabe. 
Ah ! Ah ! Ah ! Oui, vraiment,
Cadet Rousselle est bon enfant !

## Musique
Facile à mémoriser, la mélodie de Cadet Rousselle, épouse une mesure en « 6/8 » joyeuse et sautillante. Elle est structurée de la manière suivante.
1. Un motif ascendant, suivi d'une réponse descendante (correspondant au premier vers, bissé) ;
2. Une reprise intégrale de ces deux motifs (correspondant au second vers, également bissé) ;
3. Un troisième motif de caractère suspensif, avec reprise (correspondant aux troisième et quatrième vers) ;
4. Les deux derniers motifs, très rythmés, correspondent au refrain.

## Reprises et pastiches
Depuis le XVIIIe siècle, la chanson de Cadet Rousselle (paroles, musique, ou les deux) trouve de nombreux échos.

### Cadet Rousselle, personnage de théâtre
« La célèbre chanson de Cadet Roussel qui fait le pendant de celle de La Palisse, et qui était dirigée contre Cadet Gassicourt selon les uns, et contre l’avocat Roussel selon les autres, a produit le héros de pièces de théâtre. »
La base de données CESAR relève de nombreux Cadet Roussel au XVIIIe siècle, par exemple : Cadet Roussel, garçon d'auberge, d'Augustin Prévost (Théâtre des Associés, 1784). 

#### Les Cadet Roussel de Joseph Aude
Le dramaturge Joseph Aude s'inspire du personnage et de la chanson pour écrire les cinq pièces suivantes. 
- Cadet-Roussel, barbier à la Fontaine des Innocents : folie en un acte
- Cadet-Roussel, ou le Café des aveugles : pièce en deux actes qui n’en font qu’un, en vers et en prose, 1794
- L’École tragique, ou Cadet-Roussel maître de déclamation : comédie ou non, en un acte (dans une autre version : Cadet Roussel, professeur ou l’école tragique), 1818
- Cadet-Roussel au jardin turc : facétie en un acte
- Cadet-Roussel aux Champs-Élysées, ou la Colère d’Agamemnon : vaudeville en un acte

### Autres
- Dans son roman Quatrevingt-treize, Victor Hugo fait dire à Danton se moquant de Robespierre qui venait de monopoliser la parole durant deux heures à la Convention :

Cadet Rousselle fait des discours

Qui ne sont pas longs quand ils sont courts.
- La chanson est également utilisée dans le ballet Casse-Noisette, de Tchaïkovski (Acte II, 3e tableau, scène 12/VI - La mère Gigogne et les polichinelles).
- La chanson paillarde Bali Balo est chantée sur l'air de Cadet Rousselle.
- La chanson a inspiré le film Cadet Rousselle (1954) d'André Hunebelle dont le personnage principal, débrouillard et frondeur mais sympathique, se nomme Cadet Rousselle et voit ses folles aventures régulièrement marquées par le chiffre trois (trois amours, trois adversaires, auberges des Trois Pichets puis des Trois Grâces, etc.). Cette œuvre, qui met en scène François Périer et Bourvil, est très librement inspirée de la chanson : le personnage n'a aucun rapport ni avec le Cadet Rousselle historique ni avec celui de la chanson hormis la récurrence du chiffre trois et le caractère jovial du protagoniste. La chanson elle-même est d'ailleurs mise en scène dans le film, son auteur devant le célèbre Rouget de l'Isle.
- La chanson a inspiré une pièce de théâtre " Les aventures de Cadet Rousselle" de Jacqueline Boeuf et Marie-Joëlle Vignal, jouée en 1984 et 1985 au Théâtre Tête d'Or à Lyon, avec Pascal Perréon dans le rôle titre, Anne Avril, Georgia Lachat et Georges Righi. Décors de Jaspard.[réf. souhaitée]
- La chanson québécoise « La Saint-Jean-Baptiste » de Conrad Gauthier est sur le même air que Cadet Rousselle[5].
- Le chanteur québécois Félix Leclerc a interprété une version[6].
- ̈La chanson québécoise « Bonhomme, bonhomme sais-tu jouer » est aussi sur le même air que Cadet Rousselle[7]. Toutefois, elle serait plus ancienne que Cadet Rousselle, car des sources font remonter son origine à l'an 1638[8], ce qui laisse entendre que Cadet Rousselle a emprunté son air à des chansons plus anciennes.